# Султан Крым-Гирей
Князь Султан Крым-Гирей Селетович (Салат-Гиреевич) (21/28 ноября 1876 — 28 марта 1918) — представитель одной из младших ветвей крымской ханской династии Гиреев (чингизид), полковник (с 23 сентября 1916).

## Биография
Один из сыновей подпоручика, князя Султана Селет-Гирея. Родился на Кубани в ауле Дворянский (Тлюстенхабль).
С 1896 года — рядовой 9-го драгунского Елисаветградского полка. С 3 сентября 1896 года — в Тверском кавалерийском училище. 1 сентября 1898/10 октября 1899 года был произведен в чин корнета, офицер 9-го драгунского полка. 15 марта 1903 года Султан Крым-Гирей был произведен в поручики. 8 октября 1903 года был прикомандирован к 1-му Екатеринодарскому полку Кубанского казачьего войска.
Участник русско-японской войны 1904—1905 годов. 7 июня 1904 года Султан Крым-Гирей получил чин сотника в Терско-Кубанском конном полку. Был награждён «за отличия в делах 18-19 июля 1904 года у Лагоу-лина» орденом св. Анны 4-й степени с надписью «За храбрость» (18 сентября 1904), «за отличия в делах против японцев с 25 сентября по 3 октября на р. Шахэ» — св. Анны 3-й степени с мечами и бантом (18 ноября 1904), «за отличия в бою под Ляолином с 12 по 25 августа» — св. Станислава 3-й степени с мечами и бантом (3 ноября 1904), «за разносторонние отличия в делах против японцев» — св. Станислава 2-й степени с мечами (19 мая 1905), «за отличия в боях с японцами при набеге отряда генерал-адъютанта П. И. Мищенко на Факумын с 2 по 11 мая 1905 г.» — св. Анны 2-й степени с мечами (26 июня 1905/13 апреля 1906), «за отличия в делах с японцами 8 февраля 1905 года при взрыве Ханченского железнодорожного моста» — св. Владимира 4-й степени с мечами и бантом" (29 августа 1905).
С 1906 года Султан Крым-Гирей командовал учебной командой в 9-м драгунском Елизаветградском полку (в 1907 году он был переименован в 3-й гусарский Елизаветградский полк). 1 сентября 1906 года был произведен в штабс-ротмистры.
В 1911—1912 годах — служил в Офицерской кавалерийской роте. В период Первой мировой войны с сентября 1914 года Султан Крым-Гирей участвовал в боях против немцев в составе 3-го гусарского Елизаветградского полка на Северо-Западном фронте. В октябре 1914 года — командир эскандрона в этом полку. 2 ноября 1914 года был пожалован в ротмистры. Приказом от 18 июня 1915 года «За героизм, проявленный в боях при защите Свянтоянского моста на реке Неман у города Гродно» представлен к награждению чином подполковника.
В апреле 1915 (19 июля 1915) Султан Крым-Гирей был переведен помощником Черкесского конного полка по строевой части. 23 сентября 1916 года получил чин полковника. 28 апреля 1917 года был награждён орденом св. Владимира 3-й степени с мечами.
Султан Крым-Гирей был избран председателем дивизионного Комитета Кавказской Туземной конной дивизии. «Безусловно, храбр. В бою спокоен, разумен, приказания отдает ясно, коротко. Отлично ориентируется в боевой обстановке. С большой инициативой. В трудные минуты боя не теряется. Совершенно подготовлен для командования казачьим полком».
Проживал в Кубанской области в ауле Тлюстенхабль. Выступал против вовлечения горцев в Гражданскую войну. Автор известного «Письма полковника дикой дивизии». Был холост. В январе-феврале 1918 года — командир сотни на Кубани.
В марте 1918 года полковник Султан Крым-Гирей был убит большевиками на Кубани (также были убиты его братья Магомет, Давлет (Даулет) и Каплан).